# Kraljevski avstralski polk
| Naglavni znak polka |

Royal Australian Regiment

RAR

Australian Regiment

Kopenska vojska
pehotni polk
neznano
urbano bojevanje, pehotno bojevanje
1947
reorganizacija Avstralskih oboroženih sil
Kraljevski avstralski polk (izvirno angleško Royal Australian Regiment; kratica RAR) je glavna pehotna formacija Avstralske kopenske vojske.

## Organizacija
Trenutno ima pehotni polk 6 bataljonov:
- 1. bataljon (1st Battalion; 1 RAR) - lahka pehota
- 2. bataljon (2nd Battalion; 2 RAR) - lahka pehota
- 3. bataljon (3rd Battalion; 3 RAR) - padalska pehota
- 4. bataljon (komando) (4th Battalion (Commando); 4 RAR [Cdo]) - komando
- 5./7. bataljon (5th/7th Battalion; 5/7 RAR) - mehanizirana pehota
- 6. bataljon (6th Battalion; 6 RAR) - lahka pehota

Trenutno je RAR zmožen organizirati 5 bojnih skupin.
Trenutno (2005) je Avstralska kopenska vojska v obdobju večje reorganizacije, ki bo predvidoma prizadela tudi RAR; same spremembe še niso natančno znane.

## Zgodovina
RAR izvira iz 65., 66. in 67. bataljona 34. brigade, ki je bila ustanovljena pozno leta 1945 iz vojakov Druge avstralske imperialne sile; brigada je bila ustanovljena za potrebe British Commonwealth Occupation Force na Japonskem. 
Leta 1947 je bilo odločeno, da bo ta enota prva stalna, regularna pehotna formacija Avstralske kopenske vojske.
Tako so brigado leta 1948 reorganizirani in preimenovali v Avstralski polk (The Australian Regiment); naziv Kraljevski je enota prejel leta 1949.
Polk je služil v več večjih konfliktih. Leta 1951, med korejsko vojno, je 3 RAR, skupaj s 2. bataljonom Princess Patricia's Canadian Light Infantry in podpornimi enotami OZN, premagal celotno divizijo Ljudske osvobodilne vojske v bitki za Kapjong. Leta 1966, med vietnamsko vojno, sta dva voda čete D 6 RAR in druge podporne enote, premagala bataljon Vietkonga v bitki za Long Tan.
Leta 1988, med proslavo avstralske 200. obletnice, je odred 1 RAR služil kot Queen's Guard pri Buckinghamski palači (London); to je bila prva avstralska enota, ki je opravljala to nalogo od kronanja Elizabete II.
Leta 1993 je 1 RAR služil v Somaliji, kjer je bil vpleten v več bojev z oboroženimi skupinami.

### Bivši bataljoni
- 2./4. bataljon (1973-1995)
- 5. bataljon (1965-1973)
- 7. bataljon (1965-1973)
- 8. bataljon (1966-1973)
- 9. bataljon (1967-1973)
- 8./9. bataljon (1973-1997)

## Bojne časti
- Sariwon, Yongyu, Chongju, Pakchon, Uijongbu, Chuan-Ni, Maehwa-San, Kapyong, Kowang-San, The Samichon, Korea 1950-53
- Long Tan, Bien Hoa, Coral-Balmoral, Hat Dich, Binh Ba, Vietnam 1965-72

## Sodelovanje in povezave
RAR sodeluje in je povezan z nekaterimi enotami Commonwealtha:
- Princess Patricia's Canadian Light Infantry
- 1. btl., Kraljevski novozelandski pehotni polk
- Kraljevski malajski polk
- Brigada Gurk

Posamezni bataljoni znotraj RAR so povezani z:
- 1. bataljon - Grenadier Guards
- 2. bataljon - Coldstream Guards
- 3. bataljon - Scots Guards, Queen's Royal Hussars
- 4. bataljon - Irish Guards
- 5./7t. bataljon - Welsh Guards, The Highlanders (Seaforth, Gordons and Camerons)